# Пуччо Капанна

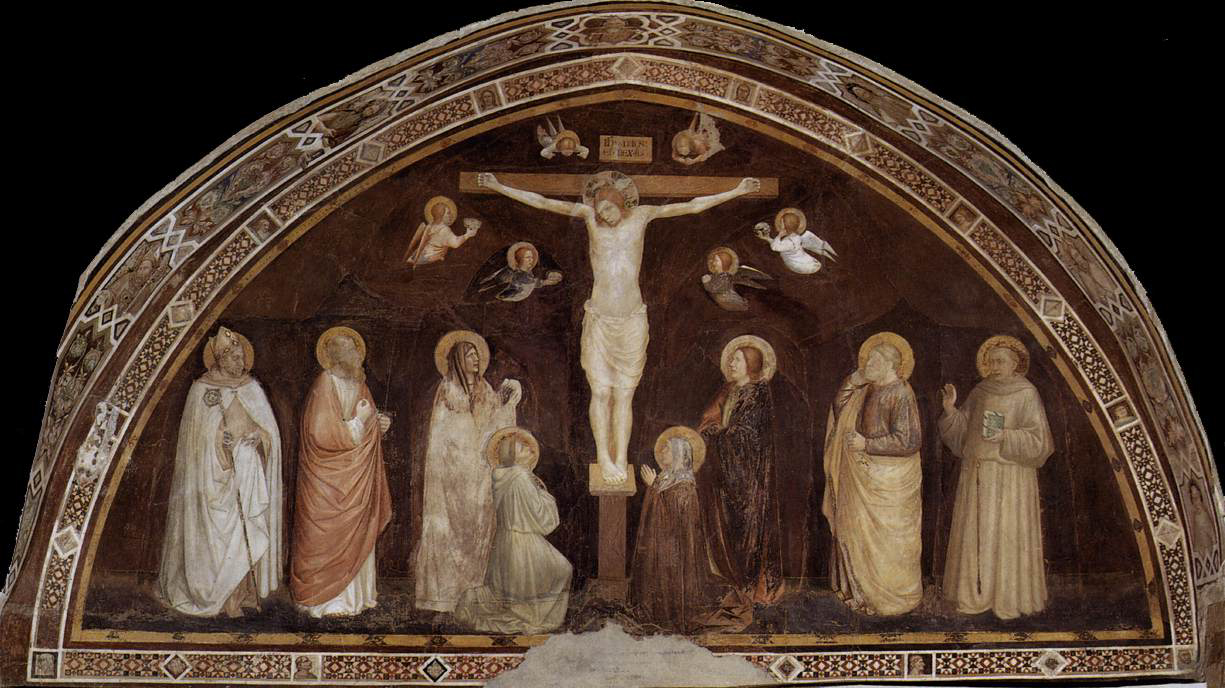
«Розп'яття», бл. 1344. Базиліка св. Франциска, Ассізі

Пу́ччо Капа́нна (італ. Puccio Capanna; прац. 1341 — 1347) — італійський живописець.

## Біографія
Відомостей про цього художника дуже мало. За свідченнями Джорджо Вазарі, він був одним з найбільш багатообіцяючих учнів Джотто. Втім, автор «Життєписів» (1550) ідентифікує його як Пуччо ді Сімоне, живописця з Флоренції, приписуючи йому цілу низку робіт, виконаних в Ассізі, де Капанна активно працював у період з 1341 по 1347 роки. Відповідно до документів, в 1341 році Капанна отримав від міської влади Ассізі замовлення на виготовлення «Богородиці з немовлям в оточенні святих». Остання документальна згадка про цього художника датується 1347 роком.
Небагато робіт Капанни, які збереглись, підтверджують свідчення Вазарі: в них відчувається безсумнівний вплив стилю Джотто. В той самий час, вони також досить самобутні.